# Erik Schlopy
Erik Schlopy (* 21. August 1972 in Buffalo, New York) ist ein ehemaliger US-amerikanischer Skirennläufer. Er ist fünffacher amerikanischer Meister. Seine Spezialdisziplinen waren der Riesenslalom und der Slalom.

## Biografie
Sein erstes Skirennen bestritt Schlopy im Alter von acht Jahren. Nach verschiedenen Erfolgen bei regionalen Juniorenmeisterschaften wurde er als 18-Jähriger Mitglied im Kader der US-amerikanischen Skinationalmannschaft. 1993 nahm er erstmals an Weltmeisterschaften teil. Ein schwerer Sturz im Abfahrtsrennen unterbrach zunächst seine Karriere. Nach den für ihn enttäuschend verlaufenen Olympischen Winterspielen 1994 in Lillehammer zog sich Schlopy nach der Saison 1994/95 aus der Nationalmannschaft zurück und schloss sich der professionellen Skirennserie Pro-Tour an.
Nach vier Jahren als Profi kehrte er 1999 in die Skinationalmannschaft zurück und entwickelte sich zum besten US-Skirennläufer seiner Zeit. In der Saison 2000/01 belegte er in der Riesenslalomwertung des Skiweltcups den dritten Rang, die beste Platzierung eines US-Amerikaners seit Phil Mahre 1983. Der größte Erfolg seiner Karriere gelang ihm bei den Weltmeisterschaften 2003 im schweizerischen St. Moritz mit dem Gewinn der Bronzemedaille im Riesenslalom. Nachdem er nach dem ersten Durchgang nur Rang 23 belegt hatte, fuhr er im zweiten Durchgang Laufbestzeit und schob sich noch auf den dritten Rang vor.
Im Skiweltcup konnte Schlopy kein Rennen gewinnen. Seine besten Platzierungen, zwei zweite Plätze, erreichte er im Dezember 2000 im Riesenslalom von Bormio und im März 2001 im Riesenslalom von Åre. Sein letztes internationales Rennen war am 13. Dezember 2008 der Riesenslalom von Val-d’Isère. Im Januar 2009 gab Schlopy seinen Rücktritt vom Skirennsport bekannt.
Erik Schlopy ist mit der Schwimmolympiasiegerin Summer Sanders verheiratet. Seit dem Sommer 2013 gehört er zum Trainerstab des amerikanischen Skiverbandes und betreut verschiedene Weltcup-Athleten. 2014 wurde er in die U.S. Ski and Snowboard Hall of Fame aufgenommen.

## Erfolge

### Olympische Winterspiele
- Lillehammer 1994: 34. Riesenslalom
- Salt Lake City 2002: 13. Slalom
- Turin 2006: 13. Riesenslalom

### Weltmeisterschaften
- St. Anton 2001: 21. Slalom
- St. Moritz 2003: 3. Riesenslalom, 15. Slalom
- Bormio 2005: 17. Riesenslalom

### Weltcup
- Saison 2000/01: 3. Platz im Riesenslalomweltcup
- 18 Platzierungen in den Top 10, davon 2 Podestplätze

### Nor-Am Cup
- Saison 1991/1992: 1. Super-G-Wertung
- Saison 1994/1995: 1. Gesamtwertung, 1. Riesenslalomwertung
- Saison 1999/2000: 1. Slalomwertung

### Weitere Erfolge
- 5 US-amerikanische Meistertitel (Riesenslalom 2003 und 2005; Slalom 2000 und 2001; Super-G 2001)